# Rolando Merino Reyes
Rolando Merino Reyes (Quillón, 3 de abril de 1898-1957) fue un abogado chileno, decano de la Facultad de Ciencias Jurídicas y Sociales de la Universidad de Concepción, Ministro del Interior desde el 6 hasta el 13 de junio de 1932, durante la Primera Junta de Gobierno de la República Socialista y posteriormente integró la Segunda Junta de Gobierno Socialista de Chile, entre el 13 y el 16 de junio de 1932.
Autor de la frase "La Universidad está siempre abierta a los cuatro puntos cardinales de la cultura y el espíritu y solo cerrada para aquellos que se manifiesten reacios al cumplimiento de sus deberes o propugnan un obcecado dogmatismo."

## Biografía
Fue hijo de Juan de Dios Merino y Delfina Reyes. Estudió en el Liceo de Concepción y luego siguió el curso de Leyes en Concepción. Fue presidente del Centro de Derecho de la Federación de Estudiantes de la Universidad de Concepción. Su tesis para obtener el grado se tituló Comentario al Título IX, Libro I del Código Civil : de los derechos y obligaciones entre padres e hijos legítimos. Realizó su juramento de abogado el 24 de diciembre de 1923.
Fue militante del Partido Nueva Acción Pública y del Partido Socialista.
Se desempeñó como secretario del Tribunal de la Vivienda, abogado de la Junta de Beneficencia de Concepción, consejero de la Sociedad Agrícola del Sur, fiscal de la Caja de Colonización y director de la Corporación de Ventas del Salitre y Yodo. También se dedicó a labores agrícolas en el fundo "El Peral" en Concepción.
Fue Intendente de Concepción entre los años 1931 a 1932 y de 1951 a 1952. Nombrado Ministro del Interior entre el 6 al 13 de junio de 1932, durante la Primera Junta de Gobierno de la República Socialista e integró la Segunda Junta de Gobierno Socialista, entre el 13 y el 16 de junio de 1932.

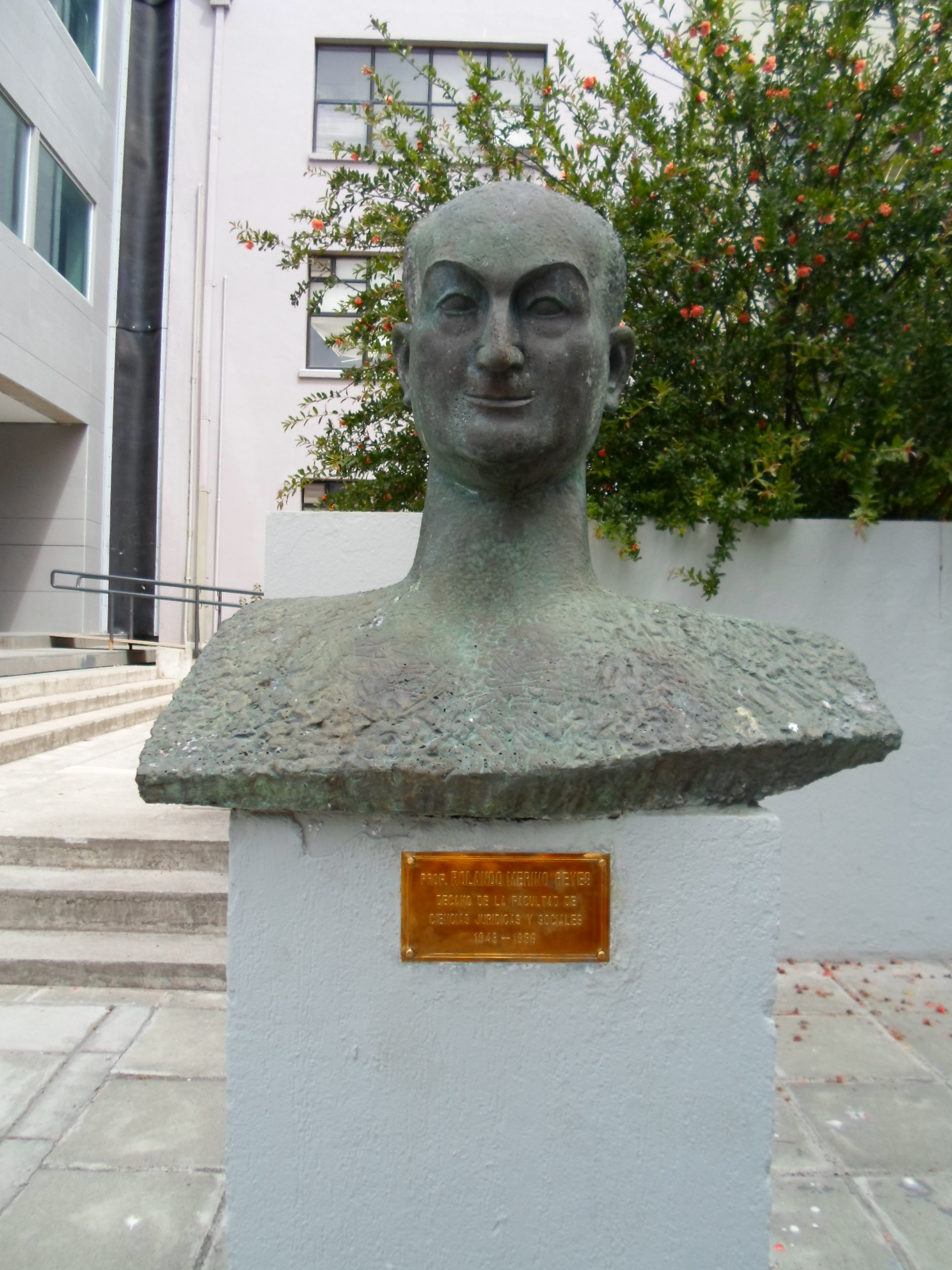
Busto en honor del profesor y decáno Rolando Merino Reyes en la Universidad de Concepción.

Fue elegido diputado por la Decimoséptima Agrupación Departamental "Tomé, Concepción y Yumbel", período de 1933 a 1937 e integró la Comisión Permanente de Relaciones Exteriores y Comercio. Reelecto diputado por la misma Agrupación reformada "Tomé, Concepción, Talcahuano, Yumbel y Coronel", período de 1937 a 1941. También integró la Comisión Permanente de Hacienda. Aceptó el cargo de Ministro de Estado y fue reemplazado el 29 de noviembre de 1939 por Carlos Rosales Gutiérrez.
El presidente Pedro Aguirre Cerda lo nombró Ministro de Tierras y Colonización, cargo que ejerció entre el 28 de septiembre de 1939 y el 2 de abril de 1942. Paralelamente fue Ministro suplente de Salubridad, Previsión y Asistencia Social del 10 de octubre al 14 de diciembre de 1941 y Ministro interino de Fomento, del 16 de diciembre de 1941 al 2 de abril de 1942.
En el área docente, fue profesor del Curso de Leyes del Liceo de Concepción y de Introducción al Estudio del Derecho en la Escuela de Ciencias Jurídicas y Sociales de la Universidad de Concepción y Decano de la Facultad desde 1943 a 1956.
Entre otras actividades, fue Instructor jurídico de Carabineros de Chile, miembro y consejero del Colegio de Abogados y presidente honorario de varias instituciones deportivas, colonias escolares y clubes de fútbol.